# ارباب حلقه‌ها: دوران سوم
ارباب حلقه‌ها: عصر سوم (به انگلیسی: The Lord of the Rings: The Third Age) یک بازی ویدئویی منتشر شده توسط شرکت ای‌ای گیمز است. این بازی در تاریخ ۲ نوامبر ۲۰۰۴ عرضه شده و سازنده آن ای‌ای گیمز است.

## خلاصه داستان
کاپیتان کالیب "کال" واکر (صداپیشه: رایس لوید) از گارد سیترادل گاندور، به دستور دنثور به ریوندل سفر می‌کند تا بورومیر را پیدا کند. در حاشیه ریوندل، او توسط نازگول مورد حمله قرار می‌گیرد، اما توسط ایدریال (صداپیشه: لوری فیلیپس)، یک الف در خدمت گالادریل نجات می‌یابد.
در طول سفرشان در جنگل، آن‌ها گروهی از کلاغ‌های شیطانی (جاسوسان سارومان) را می‌بینند. ایدریال متوجه می‌شود که سارومان (صداپیشه: کریستوفر لی) به الف‌هایی که به سوی بندرگاه‌های خاکستری در حال ترک سرزمین میانه هستند خیانت کرده است. با دیدن کاروان تحت حمله اورک‌های آیزنگارد، آن‌ها مداخله می‌کنند. سپس به کراردراس می‌روند تا بازماندگان را جستجو کنند و در آنجا با الئگوست (صداپیشه: کریس ادگرلی)، یک رنجر دونادین که در تعقیب وارگ‌هاست، ملاقات می‌کنند.
آن‌ها متوجه می‌شوند که یاران حلقه اخیراً سعی در عبور از کراردراس داشته‌اند، اما توسط طوفان برفی که سارومان ایجاد کرده بود منصرف شده و به جای آن به معادن موریا رفته‌اند. الئگوست توضیح می‌دهد که او و همراه دورف‌اش در طوفان از هم جدا شده‌اند. این سه به سوی موریا می‌روند و خیلی زود دورف، هادود (صداپیشه: لوئیس مکلئود) را پیدا می‌کنند که او را از چنگال غول غار نجات می‌دهند. کمی بعد با "نگهبان آب" درگیر می‌شوند، دقیقاً پس از اینکه این موجود نتوانسته بود یاران حلقه را بکشد.
با ورود به موریا، آن‌ها دوباره با نگهبان آب می‌جنگند و این بار آن را می‌کشند. هادود متوجه می‌شود که شایعات درباره بالین و دورف‌ها درست بوده؛ آن‌ها توسط اورک‌ها قتل‌عام شده‌اند. آن‌ها به تعقیب یاران حلقه ادامه می‌دهند و خود را در طبقه پایین‌تر از آن‌ها می‌یابند، جایی که بالروگی را می‌بینند که از اعماق بالا می‌آید. پس از نبرد با تعداد زیادی وارگ، گابلین و ۹ ترول، به پل خازاد-دوم می‌رسند. در آنجا به گاندالف (صداپیشه: ایان مک‌کلن) می‌پیوندند که با بالروگ روبرو شده است. آن‌ها به او کمک می‌کنند تا پیروز شود، اما نمی‌توانند از سقوط او از پل جلوگیری کنند. البته، برخلاف تصور یاران حلقه، گاندالف توسط والار دوباره زنده می‌شود.
در ادامه، گروه از موریا خارج شده و رد یاران حلقه را دنبال می‌کنند، از لوتلورین می‌گذرند و متوجه می‌شوند بورومیر مرده، فرودو و سم به سمت موردور رفته‌اند و بقیه یاران حلقه به روهان رفته‌اند. آن‌ها نیز به سمت روهان می‌روند، جایی که متوجه می‌شوند سارومان از طریق گریمای زبان‌کرم، تئودن پادشاه روهان را فاسد کرده و ائومر، کاپیتان روهریم را تبعید کرده است. سارومان قصد دارد از این تفرقه برای نابودی روهان استفاده کند.
گروه با گاندالف احیا شده ملاقات می‌کنند که به آن‌ها می‌گوید باید نیروهای ائومر را جمع‌آوری کرده و به هلم‌دیپ بروند، جایی که روهان آخرین ایستادگی خود را در برابر ارتش سارومان انجام خواهد داد. در طول راه، آن‌ها با زنی به نام مورون (صداپیشه: لوری فیلیپس) ملاقات می‌کنند که به امید یافتن خانواده‌اش به گروه می‌پیوندد. پس از جمع‌آوری نیروهای پراکنده ائومر، گروه به سمت هلم‌دیپ حرکت می‌کنند. در طول سفر، مورون فاش می‌کند که اصالتاً از میناس تیریت است و گروه خبر می‌شنوند که تئودن از طلسم سارومان رها شده است.
در هلم‌دیپ، آن‌ها برای نبرد آماده می‌شوند. ارتش ۱۰،۰۰۰ نفری اوروک-های سارومان به قلعه حمله می‌کنند و دیوارهای بیرونی را با مواد منفجره تخریب می‌کنند. در اوج نبرد، برتور صدای سارومان را می‌شنود که به او می‌گوید به خاطر خیانتش مجازات خواهد شد. گاندالف و ائومر با روهریم‌ها می‌رسند و ارتش اوروک-ها را در هم می‌شکنند. همزمان، انتها که به خاطر تخریب جنگل فنگورن به جنگ تحریک شده‌اند، به اورتانک حمله می‌کنند و نقشه‌های سارومان را خنثی می‌کنند.
گاندالف برای برتور توضیح می‌دهد که او توسط سارومان اسیر شده و تحت طلسم قرار گرفته بود. سارومان تصور می‌کرد بورومیر حلقه را از فرودو خواهد گرفت و مأموریت برتور این بود که حلقه را از بورومیر بگیرد و به سارومان بازگرداند. اما بورومیر حلقه را نگرفت. گاندالف و گالادریل، ایدریال را فرستادند تا برتور را پیدا کند و تا زمان شکسته شدن طلسم همراه او بماند. با نابودی اورتانک، طلسم برتور شکسته می‌شود.
گاندالف به گروه می‌گوید که اکنون سائورون توجه خود را به میناس تیریت معطوف خواهد کرد. گروه به شهر ویران شده اوسگیلیات فرستاده می‌شوند تا در کنار فارامیر، برادر بورومیر بجنگند. در آنجا، برتور متوجه می‌شود که قبلاً در نبرد اوسگیلیات حضور داشته، اما از ترس فرار کرده است. او قسم می‌خورد که دیگر هرگز فرار نکند. گروه در نبرد با گاثموگ به فارامیر می‌پیوندند و او را شکست می‌دهند، اما گاثموگ موفق به فرار می‌شود.
پیش از ترک اوسگیلیات، برتور متوجه می‌شود که دلیل فرارش از نبرد قبلی، زخم‌برداشتن توسط تیخ مورگول بوده که نوک آن هنوز در بدنش است. او و ایدریال با شاه جادوگر روبرو می‌شوند.